# Stolzyt
Stolzyt – minerał z grupy wolframianów. Został opisany po raz pierwszy w 1845 w górach Rudawach w Czechach i nazwany na cześć Josepha Alexi Stolza.

## Właściwości
Krystalizuje w układzie tetragonalnym. Wykształca kryształy wrzecionowate, słupkowe, skrzywione lub skręcone. Występuje w skupieniach zbitych. Jest minerałem kruchym, przezroczystym bądź półprzezroczystym. Posiada tłusty lub półdiamentowy połysk oraz białą rysę.

## Występowanie
Występuje w strefie utleniania kruszców ołowiu w obecności wolframu. Towarzyszą mu kwarc, piromorfit, wulfenit, szelit, mimetyt, cerusyt, raspit, fluoryt, ferberyt, skorodyt i hübneryt.
Miejsce występowania
- Domodossola, Włochy
- Broken Hill, Australia
- Huachuca City, Stany Zjednoczone